# なりきり!むーにゃん生きもの学園
『なりきり!むーにゃん生きもの学園』（なりきり!むーにゃんいきものがくえん）は、NHK Eテレで2015年（平成27年）4月4日から2023年 （令和5年）3月25日まで、毎週土曜日の7:10 - 7:25（JST） に放送されていた自然をテーマにした子供向け・環境教育番組である。

## 概要
この番組は生きものになりきることで子どもたちに自然の魅力や野外活動の楽しさを感じてもらうことを目的にした番組。
”なりきり”とは、テーマになっている生きものの行動や形態を真似したり、工作や実験によってその体の仕組みや習性を再現しその生きものの視点や行動を追体験することである。
2023年3月25日をもって放送を終了し、8年間の放送に幕を下ろした。

## 放送内容

### パイロット版
| 放送日         | サブタイトル                               | なりきり生きもの（紹介する動植物） | 備考・脚注 |
| -------------- | ------------------------------------------ | ---------------------------------- | ---------- |
| 2014年8月9日   | ホタルになりきり!                          | ホタル                             | [ 2 ]      |
| 2014年11月22日 | キング・オブ・ハンター カマキリになりきり! | カマキリ                           | [ 3 ]      |

### レギュラー版
| 放送回 | 放送日         | サブタイトル                                        | なりきり生きもの（紹介する動植物）                      | ヒゲじいのなりきりレジェンド | 備考・脚注 |
| ------ | -------------- | --------------------------------------------------- | ------------------------------------------------------- | ---------------------------- | ---------- |
| 1      | 2015年4月4日   | 森のアイドル ウサギになりきり!                      | ウサギ                                                  | ジャクソンカメレオン         |            |
| 2      | 2015年4月11日  | 虫にモテモテ 菜の花になりきり！                     | 菜の花、福寿草                                          | カラカル                     |            |
| 3      | 2015年4月18日  | コロコロ変身・人気者 ダンゴムシになりきり！         | ダンゴムシ                                              | ミツオビアルマジロ           |            |
| 4      | 2015年4月25日  | 春のひらひらプリンセス モンシロチョウになりきり！   | モンシロチョウ                                          | サワロサボテン               |            |
| 5      | 2015年5月2日   | 最強植物!? タケノコになりきり！                     | タケノコ                                                | キリン                       | [ 4 ]      |
| 6      | 2015年5月9日   | 小さな働き者 ミツバチになりきり！                   | ミツバチ                                                | キリン                       | [ 5 ]      |
| 7      | 2015年5月16日  | 空の超特急 ツバメになりきり！                       | ツバメ                                                  | ヒヨケザル                   | [ 6 ]      |
| 8      | 2015年5月23日  | 水上のアスリート アメンボになりきり！               | アメンボ                                                | アフリカウシガエル           |            |
| 9      | 2015年6月6日   | のんびりだけどアグレッシブ!? カタツムリになりきり！ | カタツムリ                                              | カバ                         |            |
| 10     | 2015年6月13日  | 響きわたる！森の歌声 アマガエルになりきり！         | アマガエル                                              | アフリカゾウ                 |            |
| 11     | 2015年6月20日  | 子育てキング オトシブミになりきり！                 | オトシブミ                                              | オットセイ                   | [ 7 ]      |
| 12     | 2015年6月27日  | 巻いて！絡んで！ つる植物になりきり！               | フジ、ヘチマ、ツタ、ジャケツイバラ                      | ハチドリ                     |            |
| 13     | 2015年7月4日   | とっても小さい人気者 メダカになりきり！             | メダカ                                                  | カイツブリ                   | [ 8 ]      |
| 14     | 2015年7月11日  | こわカッコいい人気者 ザリガニになりきり             | アメリカザリガニ                                        | カイツブリ                   | [ 9 ]      |
| 15     | 2015年7月18日  | がんばりなりきり大発表！                            | ミツバチ、カタツムリ、アメンボ、 ツバメ、モンシロチョウ | -                            | 総集編     |
| 16     | 2015年7月25日  | ベスト・オブ・なりきり                              | ウサギ、つる植物、オトシブミ、 菜の花、タケノコ         | -                            | 総集編     |
| 17     | 2015年8月1日   | 力持ちでするどい感覚 カブトムシになりきり！         | カブトムシ                                              | ラッコ                       |            |
| 18     | 2015年8月8日   | 夏の人気者 クワガタになりきり！                     | クワガタムシ                                            | ライオン                     |            |
| 19     | 2015年8月15日  | 夏だ！林間学校だ！力をあわせて、 アリになりきり！   | アリ                                                    | ハキリアリ                   |            |
| 20     | 2015年8月22日  | 地味返上!? 美しくたくましい コケになりきり！        | コケ                                                    | ナマケモノ                   |            |
| 21     | 2015年9月5日   | 小さくて不思議～!? アブラムシになりきり！           | アブラムシ                                              | イセエビ                     | [ 10 ]     |
| 22     | 2015年9月12日  | 空を飛ぶ哺乳類 コウモリになりきり！                 | コウモリ                                                | イセエビ                     | [ 11 ]     |
| 23     | 2015年9月19日  | 家さがしの達人 ヤドカリになりきり！                 | ヤドカリ                                                | ツノゼミ                     |            |
| 24     | 2015年9月26日  | 器用でかしこい海のモンスター タコになりきり         | マダコ                                                  | カクレクマノミ               |            |
| 25     | 2015年10月3日  | 秋の“水中”運動会 メダカVSザリガニ                   | メダカ、アメリカザリガニ                                | -                            | 総集編     |
| 26     | 2015年10月10日 | 昆虫界の王者対決 カブトムシVSクワガタ               | カブトムシ、クワガタムシ                                | -                            | 総集編     |

| 放送回 | 放送日         | サブタイトル                                          | なりきり生きもの（紹介する動植物）                                                                | ヒゲじいのなりきりレジェンド | 備考・脚注                               |
| ------ | -------------- | ----------------------------------------------------- | ------------------------------------------------------------------------------------------------- | ---------------------------- | ---------------------------------------- |
| 27     | 2015年10月17日 | 秋のリンリン合唱団！ 鳴く虫になりきり！               | コオロギ、キリギリス、スズムシ、カンタン                                                          | -                            | コーナーは「むーにゃんのなりきり新聞部」 |
| 28     | 2015年10月24日 | 小さな冒険家！ 木の実とタネになりきり！               | カタバミ、カエデ、ガマ、ヒマワリ、 ミズタマソウ、ムラサキシキブ                                   | マイコドリ                   |                                          |
| 29     | 2015年11月7日  | 大きな「目玉」にワザあり！ トンボになりきり！         | リスアカネ、オニヤンマ、ギンヤンマ、アキアカネ                                                    | ヤブノウサギ                 |                                          |
| 30     | 2015年11月14日 | 原っぱのヒーロー バッタになりきり！                   | ショウリョウバッタ、トノサマバッタ、 コオロギ、キリギリス、オンブバッタ                           | インドクジャク               | [ 12 ]                                   |
| 31     | 2015年11月21日 | 植物対決！ つる植物とコケになりきり！                 | つる植物、コケ                                                                                    | -                            | 総集編                                   |
| 32     | 2015年11月28日 | 助け合う虫の姿 アリとアブラムシになりきり！           | アリ、アブラムシ                                                                                  | -                            | 総集編                                   |
| 33     | 2015年12月5日  | 糸使いの名人 クモになりきり！                         | ナガコガネグモ、ジョロウグモ、クサグモ                                                            | インドクジャク               | [ 13 ]                                   |
| 34     | 2015年12月12日 | びっくりワザでかくれんぼ！ ものまね昆虫になりきり！   | コカマキリ、オンブバッタ、シャクトリムシ、ナナフシ、 コノハギス、コノハチョウ、ムラサキシャチホコ | -                            | コーナーは「むーにゃんのなりきり新聞部」 |
| 35     | 2015年12月26日 | ウサギとコウモリ “白黒なりきり合戦”                   | ウサギ、コウモリ                                                                                  | -                            | 総集編                                   |
| 36     | 2016年1月9日   | 森の穴掘り名人 アナグマになりきり！                   | ニホンアナグマ                                                                                    | カンガルー                   |                                          |
| 37     | 2016年1月16日  | かわいい最強ハンター ヤマネコになりきり！             | ツシマヤマネコ、イリオモテヤマネコ                                                                | アカカンガルー               |                                          |
| 38     | 2016年1月23日  | 冬はおうちで なりきり工作                             | ガマ、オンブバッタ、シャクガ、 コノハギス、コノハチョウ、ナナフシ、クモ                           | -                            | [ 14 ]                                   |
| 39     | 2016年2月6日   | 丈夫であたたか～い！ ミノムシになりきり！             | ミノガ                                                                                            | マダラギンポ                 |                                          |
| 40     | 2016年2月13日  | 色鮮やかでかわいい！ テントウムシになりきり！         | ナナホシテントウ、ナミテントウ                                                                    | イッカク                     |                                          |
| 41     | 2016年2月20日  | おもしろなかよし 生きもの夫婦になりきり！             | オンブバッタ、ヤドカリ                                                                            | ヒヨケザル                   |                                          |
| 42     | 2016年3月5日   | カワイイねぼすけ！ ヤマネになりきり！                 | ヤマネ、ヒメネズミ                                                                                | コトドリ                     |                                          |
| 43     | 2016年3月12日  | ツノがご立派！ シカになりきり！                       | ニホンジカ                                                                                        | アデリーペンギン             |                                          |
| 44     | 2016年3月19日  | 恋歌じょうずの 生きものたちになりきり！               | アマガエル、スズムシ、コオロギ                                                                    | -                            |                                          |
| 45     | 2016年3月26日  | 生きものたちの不思議なな力 なりきり実験で解き明かせ！ | ダンゴムシ、ミツバチ、マダコ                                                                      | -                            | [ 15 ]                                   |

| 放送回 | 放送日         | サブタイトル                                                 | なりきり生きもの（紹介する動植物） | ヒゲじいのなりきりレジェンド                                   | 備考・脚注                  |
| ------ | -------------- | ------------------------------------------------------------ | --- | -------------------------------------------------------------- | --------------------------- |
| 46     | 2016年4月9日   | は〜るよこい！ 春を待つ草花になりきり！                      | 冬芽（クズ、クサギ、コナラ、カラスザンショウ、 ミズキ、コブシ、アオキ、ニワトコ） ロゼット（タンポポ、セイタカアワダチソウ）                                    | インドサイ                                                     | 生きもの学園2年生進級テスト |
| 47     | 2016年4月16日  | 水辺をたどって大冒険！ オタマジャクシになりきり！            | オタマジャクシ（ヤマアカガエル、ヒキガエル） スミウキゴリ、チチブ                                                                                               | ハナアイゴ                                                     | [ 16 ]                      |
| 48     | 2016年4月23日  | 指先がとっても器用 サルになりきり！                          | ニホンザル、チンパンジー、アイアイ、 テナガザル、クモザル | ナマケグマ                                                     |                             |
| 49     | 2016年4月30日  | 不思議なワザがいっぱい タヌキになりきり！                    | ホンドタヌキ | オオフウチョウ、キンミノフウチョウ、 アオアズマヤドリ          |                             |
| 50     | 2016年5月7日   | 海のグニャグニャ！ ウミウシなりきり！                        | ウミウシ、アメフラシ | ハゲブダイ                                                     |                             |
| 51     | 2016年5月14日  | 海に咲く花!? イソギンチャクになりきり！                      | イソギンチャク（ヨロイイソギンチャク、ウメボシイソギンチャク）キンチャクガニ、ヨコスジヤドカリ                                                                  | エリマキトカゲ                                                 |                             |
| 52     | 2016年5月21日  | 似ているようで大違い イモリとヤモリになりきり！              | イモリ、ヤモリ | プレーリードッグ                                               |                             |
| 53     | 2016年5月28日  | すごワザいっぱい キング・オブ・田んぼ！ ドジョウになりきり！ | ドジョウ | ミナミハナイカ                                                 |                             |
| 54     | 2016年6月4日   | 技ありの手とガリガリ爪の つわものになりきり！                | ツシマヤマネコ、ニホンアナグマ | -                                                              | [ 17 ]                      |
| 55     | 2016年6月11日  | コミュニケーション上手 サルとタヌキになりきり！              | ニホンザル、ホンドタヌキ | アサリ、マテガイ                                               | [ 18 ]                      |
| 56     | 2016年6月18日  | 小さな働き者 チゴガ二になりきり！                            | チゴガニ、コメツキガニ | -                                                              | [ 19 ]                      |
| 57     | 2016年6月25日  | オリンピック級ジャンプ！ トビハゼになりきり！                | トビハゼ、ゴカイ | ヨダレカケ                                                     |                             |
| 58     | 2016年7月9日   | 不思議な泡パワー モリアオガエルになりきり！                  | モリアオガエル | スナドリネコ                                                   |                             |
| 59     | 2016年7月16日  | 川の中から大空へ カゲロウになりきり！                        | カゲロウ | モンハナシャコ                                                 |                             |
| 60     | 2016年7月23日  | かわいいハンター！ 夏のヤマネになりきり！                    | ヤマネ | トビウオ                                                       |                             |
| 61     | 2016年7月30日  | チョウきれいでつよい！ オオムラサキになりきり！              | オオムラサキ、シロオビアゲハ | ヘラクレスオオカブト                                           |                             |
| 62     | 2016年8月6日   | ニョロニョロ進め ヘビになりきり！                            | ヘビ（ヒバカリ、アオダイショウ） | ホタルイカ                                                     |                             |
| 63     | 2016年8月13日  | 強力アゴパワー カミキリムシになりきり！                      | カミキリムシ（キボシカミキリ、ラミーカミキリ、 シロスジカミキリ、フチグロヤツボシカミキリ、ベニカミキリ、 キイロトラカミキリ、ゴマダラカミキリ）、カラムシ      | パフィン                                                       |                             |
| 64     | 2016年8月27日  | 夏のSP「100人でなりきり！大実験」                            | スイミー、アリ | -                                                              | [ 20 ]                      |
| 65     | 2016年9月3日   | 磯のグニャグニャ生物 アメフラシとイソギンチャクになりきり！  | アメフラシ、イソギンチャク（ヨロイイソギンチャク） | トビイロシワアリ、アミメアリ、キイロヒメアリ                   | [ 21 ]                      |
| 66     | 2016年9月10日  | 水辺のマジシャン イモリとドジョウになりきり！                | イモリ（アカハライモリ）、ドジョウ（アジメドジョウ） | クロオオアリ、ムネアカオオアリ、インドクワガタアリ、パラポネラ | [ 22 ]                      |
| 67     | 2016年9月17日  | 夏の演奏家 セミになりきり！                                  | セミ（アブラゼミ、ミンミンゼミ、ツクツクボウシ） | ノグチゲラ                                                     |                             |
| 68     | 2016年9月24日  | 罠作りの名人 アリジゴクになりきり！                          | アリジゴク（ウスバカゲロウの幼虫） | ハナカマキリ                                                   |                             |
| 69     | 2016年10月1日  | 川の芸術家(アーティスト) トビケラになりきり！                | トビケラ(ニンギョウトビケラ、ヒゲナガカワトビケラ、 ナガレトビケラ、シマトビケラ、カクツツトビケラ、 オオカクツツトビケラ、トビイロトビケラ、マルバネトビケラ） | ハナカマキリ、カレエダカマキリ                                 |                             |
| 70     | 2016年10月8日  | 打って守って二刀流！ カタバミになりきり!                     | カタバミ（オッタチカタバミ） | モグラ                                                         |                             |
| 71     | 2016年10月15日 | 森のハンター フクロウになりきり！                            | フクロウ（カラフトフクロウ、モリフクロウ）、トビ | カワネズミ                                                     |                             |
| 72     | 2016年10月22日 | ガードは硬い！ カメになりきり！                              | カメ（ニホンイシガメ、クサガメ、ミシシッピアカミミガメ）、スッポン                                                                                              | ヘラジカ                                                       | [ 23 ]                      |
| 73     | 2016年11月5日  | においモーレツ！ カメムシになりきり！                        | カメムシ（ツヤアオカメムシ、クサギカメムシ、 チャバネアオカメムシ、キマダラカメムシ）、 オオトビサシガメ                                                        | クロソラスズメダイ                                             |                             |
| 74     | 2016年11月12日 | ふわふわカワイイ！ ワタになりきり！                          | アオイ科(ワタ、オクラ、ハイビスカス） | ウミショウブ                                                   |                             |
| 75     | 2016年11月19日 | 森の大工さん キツツキになりきり！                            | キツツキ（アオゲラ、コゲラ、アカゲラ、クマゲラ）、 シジュウカラ、モモンガ                                                                                       | アジルテナガザル                                               |                             |
| 76     | 2016年11月26日 | 穴ほり名人 ケラになりきり！                                  | ケラ、コオロギ | アライグマ                                                     |                             |
| 77     | 2016年12月3日  | 夏から冬へ ヤマネになりきり！                                | ヤマネ | -                                                              | [ 24 ]                      |
| 78     | 2016年12月10日 | 干潟の個性派たち チゴガニとトビハゼになりきり！              | チゴガニ、コメツキガニ、サギ、トビハゼ | -                                                              | [ 25 ]                      |
| 79     | 2016年12月17日 | 冬の使者 白鳥になりきり！                                    | ハクチョウ | クロソラスズメダイ                                             | [ 26 ]                      |
| 80     | 2016年12月24日 | 森のグライダー ムササビになりきり！                          | ムササビ | ビクーニャ                                                     |                             |
| 81     | 2017年1月7日   | 寒さに負けない！ 冬の木になりきり！                          | イチョウ、モミジ、ムササビ | アカテガニ                                                     |                             |
| 82     | 2017年1月21日  | パワフル！すごワザ！ 暴れん坊昆虫になりきり！                | オオムラサキ、アリジゴク | -                                                              | [ 27 ]                      |
| 83     | 2017年1月28日  | 虫とともに生きていく カンアオイになりきり！                  | カンアオイ（タマノカンアオイ）、キノコバエ、アリ | オドリホウオウ                                                 |                             |
| 84     | 2017年2月4日   | 寒い冬でもへっちゃら！ ポカポカの達人になりきり！            | テントウムシ（ナミテントウ）、ミノムシ | -                                                              | [ 28 ]                      |
| 85     | 2017年2月11日  | 森の食いしん坊 リスになりきり！                              | リス（シマリス、ニホンリス、モモンガ）、 アカネズミ、ミヤマカケス                                                                                               | ライチョウ                                                     |                             |
| 86     | 2017年2月18日  | 冬でもポカポカ♪ カモになりきり！                             | カモ（カルガモ、マガモ、オナガガモ、キンクロハジロ） | ヤマアラシ                                                     |                             |
| 87     | 2017年3月4日   | 不思議ボディのひみつ カメとヘビになりきり！                  | ニホンイシガメ、スッポン、アオダイショウ | -                                                              | [ 29 ] [ 30 ]               |
| 88     | 2017年3月11日  | 集まれ！すごワザ自慢の鳥たち フクロウとキツツキになりきり！  | モリフクロウ、キツツキ（アオゲラ、コゲラ、クマゲラ、アカゲラ）、モモンガ、シジュウカラ                                                                          | -                                                              | [ 31 ] [ 32 ]               |
| 89     | 2017年3月18日  | うるわしのペアダンス ツルになりきり！                        | ツル |                                                                |                             |
| 90     | 2017年3月25日  | 山里のスプリンター キジになりきり！                          | キジ |                                                                |                             |

※再放送は放送回数に含まず。

### 放送時間
いずれも日本時間。
2015年度 - 2020年度
- 毎週土曜日7:15 - 7:30
- 毎週木曜日15:45 - 16:00（再放送）

2021年度・2022年度
- 毎週土曜日7:10 - 7:25
- 毎週木曜日15:45 - 16:00（再放送）

### コーナー
ヒゲじいのなりきりレジェンド（レギュラー版シーズン2 - ）
毎回数人の子供たちがNHK総合『ダーウィンが来た! 〜生きもの新伝説〜』で紹介したことのある動物・植物の特徴の一部を真似てなりきるコーナー
むーにゃんのなりきり新聞部（レギュラー版シーズン2 - ）
イベント、ニュース等をむーにゃんとヒゲじいがお知らせするコーナー
みちくさむーにゃん（レギュラー版シーズン3）
自然教育コーディネーター山田陽治氏扮するやまちゃんなどゲストが自然と親しむ遊びを紹介するコーナー
ヒゲじいの部屋（レギュラー版シーズン3）
ダーウィンが来た!〜生きもの新伝説〜の番宣コーナー

## 出演者

### パイロット版
2014年8月9日放送分

レポーター
- 山里亮太：やまちゃん
- 満島真之介
- 木内舞留（子役）：まるちゃん

解説
- 内舩俊樹（横須賀市自然・人文博物館- 昆虫・陸上無脊椎動物担当）

声の出演
- 一龍斎貞友：むーにゃん（ねこではなく、葉っぱの妖精[33]、生きもの学園生徒会長）

2014年11月22日放送分

レポーター
- 山里亮太：やまちゃん
- 市川知宏：いっちー
- 木内舞留（子役）：まるちゃん

解説
- 荒牧遼太郎

声の出演
- 一龍斎貞友：むーにゃん
- 鶴ひろみ：てんちゃん
- 満島真之介

### レギュラー版
レポーター
- 濱口優（よゐこ）：まさるくん - 「なりきり」に情熱を燃やすお調子者のリーダー。
- 山本匠馬：しょうま - スポーツ万能。体を張った「なりきり」が得意である。
- 木内舞留：まるちゃん - しっかりもので学園のアイドル。生きものが大好きである。

ゲスト
- 石井勉（養蜂家）-第6回、第45回
- 浦野守雄（檜原都民の森 野外利用指導員）- 第22回
- 湊秋作（やまねミュージアム館長）- 第42回、第43回、第77回、第87回
- 山田陽治（自然教育コーディネーター、ふるさと侍従川に親しむ会）- 第47回、第54回、第55回、第64回、第82回、第84回
- 饗場葉留果（あいばはるか、やまねミュージアム研究員） - 第60回、第77回
- 長谷川英祐（北海道大学大学院准教授）- 第64回
- 島田拓（アリの通販会社AntRoom代表）- 第65回、第66回
- 渡辺和彦（鷹匠）- 第71回、第89回
- 大場洋子（むいから民家園 むいから・あいの会） - 第74回
- 清水海渡（神奈川県立津久井湖城山公園自然解説員） - 第80回
- 櫻澤裕樹（環境省自然保護官） - 第88回、第89回

声の出演
- 一龍斎貞友：むーにゃん
- 若本規夫：ハラッパーノ先生（森に千年暮らす粘菌の精[33]、生きもの学園学園長）
- 龍田直樹：ヒゲじい（解説）[35]

なお、パイロット版で出演していた満島真之介はオープニングテーマソングを歌っている。

## その他
生きもの学園校歌
- 作詞・作曲：杉山勝彦 歌：むーにゃん、ハラッパーノ先生